# Sveži sir
Sveži sir je vrsta sira, ki ne zori, izdelujejo pa ga iz kravjega, kozjega ali ovčjega mleka. Mleko je lahko posneto, delno posneto ali polno, kot dodatek pa uporabljajo tudi smetano.  
Pri svežem siru so važni naslednji podatki: količina absolutne vode, količina vode v nemaščobni snovi sira (v/ns) ter vsebnost maščobe v suhi snovi sira (m/ss). Količina  absolutne vode v nemaščobni snovi sira (v/ns) znaša okoli 75 do 80 odstotkov in do 87 odstotkov v suhi snovi (v/ss). Absolutna voda torej označuje celotno količino vode in je lahko izražena v gramih na kilogram sira ali v odstotkih. 
Sveži siri so nežni, v njih se kulture komaj razvijejo. Mleko koagulira s kislino (cepivo), siriščem ali pa kombinacijo obeh. Mleko za izdelavo mora biti kakovostno saj je sveži sir nezorjen izdelek. Če je tehnološki postopek usirjanja po t. i. hladnem postopku (temperatura 18 do 22ºC) usirjanje v tem primeru traja 14 do 16 ur. Navedene temperature ustrezajo delovanju mezofilnih mikroorganizmov okisevalca, nekoliko pa je zavrto delovanje sirišča, zato je tudi sinteza močnejša. Po teksturi so sveži siri pastozni (skuta) ali zrnati. Te vrste sirov lahko uživamo takoj, že drugi dan po izdelavi. Njihov vonj mora biti rahlo sladkoben, okus pa rahlo kiselkast in nekoliko pikanten.